# Uomo invisibile (romanzo)
Uomo invisibile è un romanzo di Ralph Waldo Ellison, pubblicato nel 1952, gli valse il National Book Award nel 1953. Testimonianza della vita dei neri d'America prima della fine della segregazione razziale, racconta l'emarginazione e i meccanismi sociali che si celano dietro a questi comportamenti, le frustrazioni e i comportamenti negativi correlati in chi li subisce. Il protagonista del romanzo è un giovane uomo senza nome, che passa dal Sud contadino alla grande metropoli di New York, vivendo questa condizione di "invisibilità" in quanto nero, attraversando varie situazioni e vicende, alcune picaresche, altre drammatiche, o semplicemente squallide. Che sfociano, dopo le iniziali esplosioni di rabbia, in una graduale autocoscienza e formazione di un'identità matura. Trattando molte delle questioni sociali ed intellettuali che riguardavano la realtà afroamericana della metà del XX secolo, il nazionalismo nero, il rapporto tra identità nera e marxismo, e le politiche sociali riformiste di Booker T. Washington, ma anche riflessioni sull'individuo e la sua personalità.
La rivista Time ha inserito questo romanzo nella sua lista I cento migliori libri in inglese dal 1923 al 2005.

## Contesto letterario
Nell'Introduzione all'edizione per il trentesimo anniversario dalla pubblicazione del romanzo, Ellison afferma che aveva cominciato a scriverlo in un granaio di Waitsfield nell'estate del 1945, in licenza per salute dalla marina mercantile, e che aveva continuato quest'opera in giro per New York. In un'intervista rilasciata al Paris Review nel 1955, dichiara che la stesura del suo libro - che egli stesso definì "pensato male" - durò cinque anni, compreso uno di pausa. Uomo invisibile fu pubblicato nel 1952; tuttavia, le date relative al copyright attestano una data di pubblicazione iniziale nel 1947 o nel 1948: ciò indica che un frammento del libro è stato pubblicato prima dell'edizione vera e propria del '52. La porzione pubblicata era la nota scena "The Battle Royal", che fu mostrata a Cyril Connolly, l'editore della rivista Horizon di Frank Taylor, uno dei primi sostenitori di Ellison.
Ellison afferma, nel discorso per il National Book Award che considerava la sua attitudine sperimentale il significato preponderante del romanzo. Rifiutando l'idea di protesta sociale, non aveva voluto scrivere l'ennesimo libro di denuncia, e trovando oltretutto il Naturalismo e il Realismo troppo limitanti per discutere i problemi razziali in America, Ellison aveva voluto creare uno stile aperto, uno che non subordinasse le sue idee in un movimento ma che fosse più fluente stilisticamente parlando. Lo stile che ne venne fuori era per larga parte basato su un Simbolismo moderno, che si può trovare per la prima volta nella poesia La terra desolata., di Eliot. Ellison aveva letto questa poesia quando era una matricola al Tuskegee Institute e fu immediatamente impressionato dall'abilità di mescolare le sue due più grandi passioni, quella per la musica e quella per la letteratura, dato che fu in questa occasione che vide "il jazz espresso con parole". Quando gli fu chiesto, tempo dopo, che cosa avesse imparato da questo componimento, Ellison rispose: "il linguaggio figurativo, e anche improvvisazione", tecniche che aveva visto solo nel jazz.
Ellison mirava a essere prima di tutto un musicista e poi uno scrittore, anche se la seconda attività gli diede molte più soddisfazioni. Fu un processo di sottofondo, affermò Ellison, o come scrisse nella sua introduzione a Shadow and Act "un rifiuto della mano destra di far sapere alla sinistra cosa stava facendo."

## Introduzione alla trama
La narrazione è condotta in prima persona dal protagonista, un afroamericano anonimo che si considera invisibile nella società, la cui storia è probabilmente ispirata alla vita di Ellison stesso. Il narratore scrive per rendersi visibile alla cultura principale; il libro è strutturato per essere la sua autobiografia, anche se comincia a metà della sua vita.

Nel prologo, egli si rivolge ai lettori con "Vivo abusivamente in un edificio affittato solo ai bianchi, in una sezione del seminterrato che fu interrotta e dimenticata durante il diciannovesimo secolo". In questo posto segreto, il narratore crea stanze simbolicamente illuminate con 1369 luci. Egli afferma:
Il protagonista spiega che per lui la luce è una necessità intellettuale dato che "la verità è la luce e la luce è la verità". Da questo punto di vista nascosto, sottocoperta, l'io narrante cerca di dare un senso alla propria vita, alle proprie esperienze e la posizione che occupa nella società americana.

## Trama
All'inizio del volume, il narratore vive in una piccola cittadina del sud. È uno studente modello, viene addirittura eletto valedictorian il giorno della festa del diploma. Dopo aver scritto e fatto un brillante discorso sul bisogno di umiltà per il progresso dell'uomo di colore, è invitato a ripeterlo davanti ad un gruppo di importanti uomini bianchi. Tuttavia, egli è costretto a partecipare ad una Battle Royal con altri uomini di colore, in cui combatte bendato contro tutti su un ring, mentre i bianchi fanno da pubblico. Dopo aver pronunciato il suo discorso alla fine della lotta, riceve una cartella che contiene una borsa di studio per un college storicamente nero presso New Orleans, chiaramente modellato sul Tuskegee Institute.
Durante il suo penultimo anno, al narratore viene chiesto di far visitare il giardino del college a Mr. Norton, un ricco amministratore fiduciario bianco; accidentalmente lo porta fino alla casa di Jim Trueblood, un uomo di colore che aveva ingravidato la sua stessa figlia. Trueblood, pur essendo disonorato tra i suoi compari, ha trovato un grande supporto dai bianchi. Dopo aver ascoltato la storia di Trueblood e avergli dato una banconota da cento dollari, Mr. Norton sviene, poi chiede un po' di alcool per risollevarsi, suggerendo al narratore di portarlo ad una taverna del posto. Al bar "Golden Day", Norton perde conoscenza a tratti, mentre dei veterani di colore occupano il bar e instaurano una lotta tra di loro. Uno dei veterani afferma di essere un dottore e si prende cura di Norton, che non è del tutto cosciente di ciò che succede, mentre il sedicente dottore stigmatizza le azioni dell'amministratore fiduciario e del giovane studente. Infine il narratore riesce a riportare Mr. Norton, che si è nel frattempo ripreso, al campus, dopo una giornata di eventi particolari.
Tornando alla scuola, il protagonista teme la reazione del preside della scuola, Bledsoe, sull'accaduto della giornata. In ogni caso, la permanenza del protagonista è prolungata quando arriva un importante visitatore. Il narratore assiste al sermone del reverendo Barbee, molto rispettato, che è cieco, ma la sua voce ed il suo discorso infiammano l'animo del protagonista, che vuole partecipare con più passione all'eredità del college. Tuttavia, i suoi sogni vengono infranti dalla sua espulsione da parte di Bledsoe, che teme che l'accaduto metta a rischio i fondi del college. Per questo, il preside cade dalla stima ed ammirazione di Uomo invisibile, il quale scopre che si è adattato allo stereotipo di uomo di colore per avere successo nel mondo dei bianchi. Questa è la prima epifania tra molte altre che rende cosciente il narratore del suo essere invisibile. Questa epifania non è però completa, dato che Bledsoe provvede a dargli molte lettere di raccomandazione per aiutarlo a trovare un lavoro al nord. Arrivato a New York, il narratore distribuisce le lettere, ma senza successo; dall'ultimo destinatario viene a sapere che le lettere erano indirizzate a sostenitori della scuola per tenere il narratore lontano dal college, e togliergli qualsiasi modo per ritornarvi, compreso non dargli lavoro e non informarlo del contenuto delle lettere.
Alla fine trova lavoro in una fabbrica di vernice molto famosa per le sue tinte bianche. Il suo caporeparto, Brockway, è un uomo molto paranoico, che pensa che il narratore voglia sostituirlo; è anche molto leale al proprietario della fabbrica. Quando il protagonista gli racconta di una riunione sindacale cui aveva partecipato, egli si infuria e lo attacca. Durante il combattimento, Brockway gli fa ruotare una valvola sbagliata ed una caldaia esplode. Il caporeparto riesce a scappare, ma il narratorre viene ricoverato. Durante la sua permanenza ode i dottori parlare di lui come un malato mentale, e viene a sapere che gli è stato somministrato un trattamento elettroshock.
Dopo di questo trattamento, il protagonista cerca di tornare a casa, ma nella strada del ritorno è sopraffatto da un capogiro e sviene per strada ad Harlem. Viene portato nella casa di una donna molto gentile, Mary, che gli ricorda i suoi parenti e gli amici al college, ed in un certo senso diventa una figura materna per lui.
Impossibilitato a lavorare alla fabbrica, il narratore vaga per le strade di New York, e finalmente incrocia una anziana coppia sfrattata dal suo appartamento e fa un appassionato discorso ai passanti sulla loro causa. Gli astanti, inferociti verso l'ufficiale responsabile dello sfratto, sollevano una rivolta verso di lui. Il discorso attira sul narratore l'attenzione di una Confraternita, una organizzazione sull'uguaglianza con ovvie ispirazioni comuniste. Il loro capo, Fratello Jack, che aveva assistito al discorso e alla rivolta, lo arruola e comincia ad allenarlo come oratore, con l'intenzione di unire tutta la comunità di colore di New York.
Di primo acchito il narratore è felice di poter fare la differenza nel mondo, "fare la storia" con il suo nuovo lavoro. Tiene una serie di efficaci discorsi e presto viene promosso a capo della divisione di Harlem della Confraternita. 
Mentre per la maggior parte le sue missioni hanno buon esito, presto comincia ad avere attriti con Ras the Exhorter, un nazionalista nero fanatico che crede che la Confraternita sia controllata dai bianchi. Ras sostiene questa opinione davanti al narratore e Tod Clifton, uno dei leader giovani della Confraternita, ma nessuno dei due sembra essere convinto dalle sue parole.
In poco tempo il nome del narratore è sulla bocca di tutti ad Harlem, e una rivista lo chiama per un'intervista; 
quando l'articolo viene pubblicato, però, uno dei fratelli lo accusa di essersi preso il merito che invece apparteneva a tutta la Confraternita, e, anche se il suo lavoro era stato impeccabile, la commissione decide di mandarlo a lavorare in un'altra parte della città.
Quando fa ritorno ad Harlem, Tod Clifton non è più alla Confraternita, perché era rimasto deluso dall'organizzazione e ne era uscito; viene ucciso da un poliziotto con una pistola in un tafferuglio. Al funerale di Clifton il narratore cerca di riprendere i consensi persi, ma i Confratelli lo criticano per aver lodato un uomo che sopravviveva vendendo bambole che incitavano al razzismo.
Per evitare che gli uomini di Ras e la gente lo riconosca, il narratore compra un paio d'occhiali da sole e un cappello; il fatto che fosse scambiato più volte per un altro uomo lo spinge a riflettere sul fatto che non è la sua identità ad essere importante per la Confraternita, ma solo il fatto di essere di colore. 
A questo punto decide di raccogliere il consiglio di suo nonno morente e decide di condannare la Confraternita alla distruzione affogandola in bugie, facendola apparire fiorente mentre nella realtà è fatiscente.
Il romanzo termina con una rivolta razziale ad Harlem, alimentata dalla rabbia per la morte di Clifton e dalla tensione tra la Confraternita e gli uomini di Ras. Il narratore si rende conto che cercando di sabotare la Confraternita aveva soltanto fatto gli interessi dei bianchi, e contribuito a creare una rivolta razziale che avrebbe soltanto portato consensi e propaganda all'organizzazione.
Accecato da questa epifania, il narratore scappa, e, minacciato da inseguitori, decide di rendersi invisibile, nascondendosi.
La narrazione torna al presente del prologo, in cui il narratore riesce ad accendere la sua collezione di 1.369 lampadine sotto il pavimento, mentre la compagnia elettrica è ignara di questo.

## Temi principali
Il tema principale del libro è l'invisibilità ai margini della società. Come suggerisce il titolo, il protagonista è invisibile perché tutti quanti lo vedono come uno stereotipo, non una vera persona. Mentre il narratore spesso lamenta il suo stato di invisibilità, lo abbraccia alla fine del romanzo. Si rende conto, infatti, che vi sono parecchi vantaggi a rimanere inosservato e non appariscente.
Ellison usa numerose metafore, immagini e allusioni per accrescere l'impatto emozionale e intellettuale del romanzo. Vi sono anche alcuni riferimenti al jazz. Per esempio, Ellison invoca i colori della bandiera statunitense con il rosso dello sloe gin, il bianco della fabbrica di vernice e il blu della canzone What Did I Do to Be so Black and Blue? di Louis Armstrong. Vi è anche un uso del linguaggio musicale in tutto il romanzo per caratterizzare il significato profondo di una determinata scena. Il jazz di Armstrong, il blues di Peter Wheatstraw (che allude al nome di un cantante blues molto noto, Peetie Wheatstraw), e un sentito assolo di una cantante gospel diventano metafore centrali per interpretare il messaggio dietro la trama vaga e talvolta surreale del romanzo.
Nell'occupazione del narratore alla fabbrica di vernici Liberty Paints si trova un'altra allusione: egli deve aggiungere dieci gocce di liquido nero in una lattina piena di vernice slavata. Dopo che il composto è stato agitato, il protagonista guarda nel contenitore e vi trova una vernice "bianca pura". Allude alla mentalità americana di quei tempi in cui dieci gocce di indottrinamento all'anima afroamericana possono instillare l'amore per l'America bianca; o può stare a illustrare che ciò che è considerato "bianco puro" non è del tutto bianco.
Allusioni di "cecità" e "oscurità" pervadono tutto il romanzo, spesso affiancati a metafore di luce e vista come verità e conoscenza. Per esempio, il reverendo Homer A. Barbee, un oratore che visita la scuola del narratore e il cui discorso loda Bledsoe e gli scopi della scuola (che vengono criticati dal narratore perché asserviti ai benefattori bianchi), è cieco. Probabilmente la sua cecità simboleggia la cecità della scuola, o quella dello stesso narratore che ancora non ha appreso il lato peggiore di essa.
Più tardi nel romanzo, il narratore scopre che Fratello Jack, che lui aveva riverito e rispettato come un vero visionario, è cieco da un occhio; in quel momento perde il suo rispetto per il fratello che lo ha usato per guadagnare consensi a Harlem.

## Edizioni italiane
- Uomo invisibile, traduzione di Carlo Fruttero e Luciano Gallino, Collana Supercoralli, Torino, Einaudi, 1956, 1971,  p. 545. - Con lo scritto "L'uomo sottoterra" (1952) di Saul Bellow, Collana Einaudi Tascabili. Letteratura, Einaudi, 1993; Prefazione di L. Gallino, Collana Letture, Einaudi, 2009, ISBN 978-88-061-9520-5.
- Uomo invisibile, traduzione di Francesco Pacifico, Roma, Fandango, 2021,  p. 624, ISBN 978-88-604-4707-4.